# Eupithecia thalictrata
Eupithecia thalictrata là một loài bướm đêm trong họ Geometridae.

## Hình ảnh

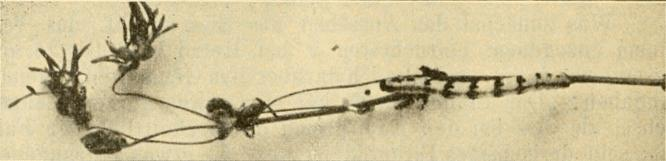